# Kanton Tarn-Tescou-Quercy vert
Der Kanton Tarn-Tescou-Quercy vert ist seit 2015 ein französischer Wahlkreis im Arrondissement Montauban im Département Tarn-et-Garonne in der Region Okzitanien; sein Hauptort ist Labastide-Saint-Pierre.

## Gemeinden
Der Kanton besteht aus 15 Gemeinden mit insgesamt 19.880 Einwohnern (Stand: 1. Januar 2022) auf einer Gesamtfläche von 281,74 km²:
| Gemeinde                       | Einwohner 1. Januar 2022 | Fläche km² | Dichte Einw./km² | Code INSEE | Postleitzahl |
| ------------------------------ | ------------------------ | ---------- | ---------------- | ---------- | ------------ |
| Bruniquel                      | 639                      | 33,20      | 19               | 82026      | 82800        |
| Corbarieu                      | 1.707                    | 13,03      | 131              | 82044      | 82370        |
| Génébrières                    | 636                      | 18,45      | 34               | 82066      | 82230        |
| Labastide-Saint-Pierre         | 3.763                    | 20,64      | 182              | 82079      | 82370        |
| La Salvetat-Belmontet          | 967                      | 18,63      | 52               | 82176      | 82230        |
| Léojac                         | 1.279                    | 12,80      | 100              | 82098      | 82230        |
| Monclar-de-Quercy              | 2.039                    | 37,75      | 54               | 82115      | 82230        |
| Nohic                          | 1.384                    | 12,61      | 110              | 82135      | 82370        |
| Orgueil                        | 1.721                    | 14,03      | 123              | 82136      | 82370        |
| Puygaillard-de-Quercy          | 379                      | 17,40      | 22               | 82145      | 82800        |
| Reyniès                        | 878                      | 9,94       | 88               | 82150      | 82370        |
| Saint-Nauphary                 | 1.934                    | 24,43      | 79               | 82167      | 82370        |
| Varennes                       | 640                      | 14,76      | 43               | 82188      | 82370        |
| Verlhac-Tescou                 | 565                      | 22,69      | 25               | 82192      | 82230        |
| Villebrumier                   | 1.349                    | 11,38      | 119              | 82194      | 82370        |
| Kanton Tarn-Tescou-Quercy vert | 19.880                   | 281,74     | 71               | 8213       | –            |